# Lijst van golfers uit Argentinië

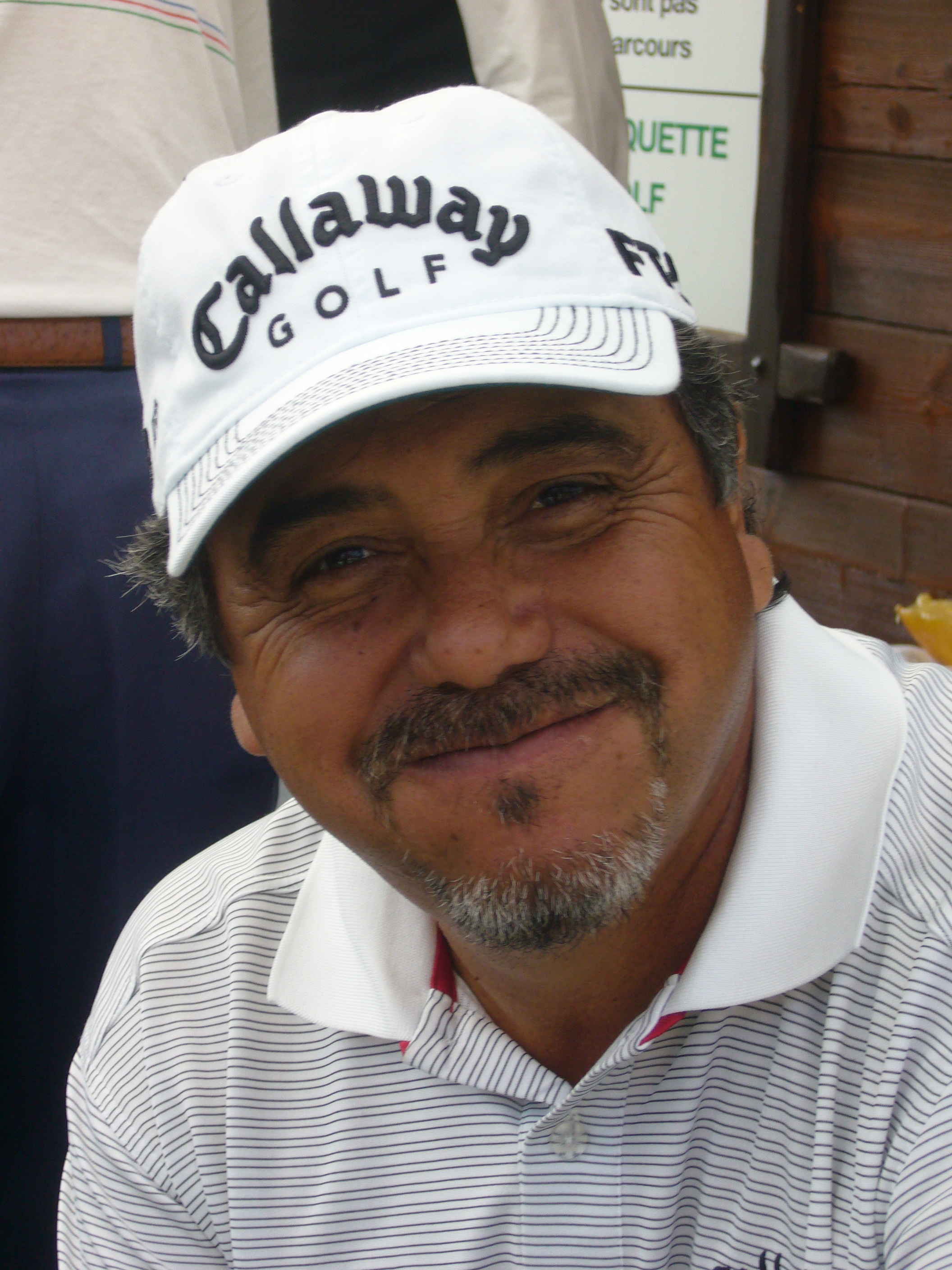
Eduardo Romero, 2008

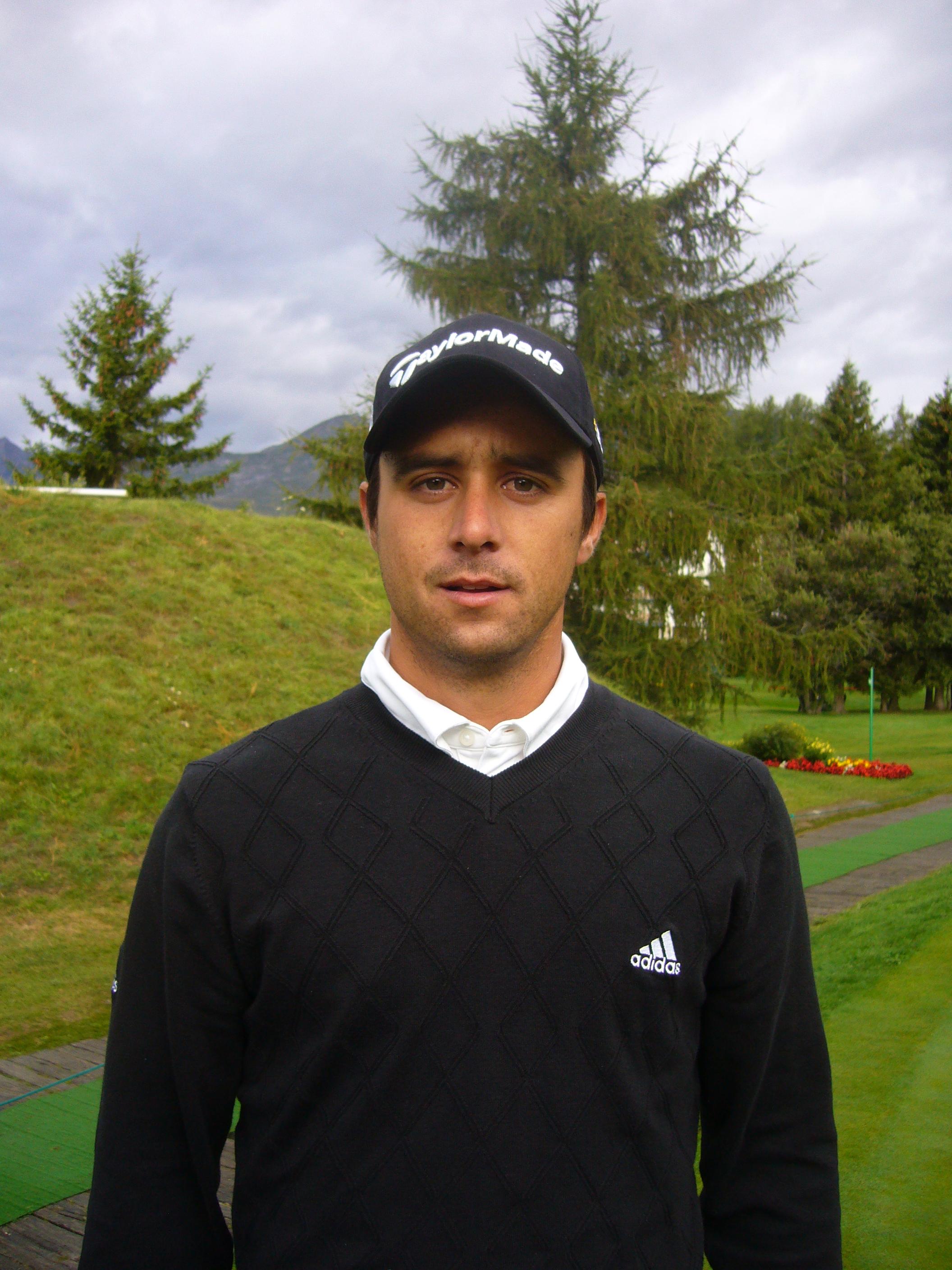
Rafa Echenique, 2008

Deze lijst van golfers uit Argentinië toont namen van professional golfers die zowel op de Tour de las Americas als in Europa spelen of speelden.

## Lijst
- Juan Abbate
- Matías Anselmo
- Jorge Berendt
- Ariel Cañete
- Clodomiro Carranza
- Emilio Domínguez
- Rafa Echenique
- Sebastián Fernández
- Juan Ignacio Gil
- Luciano Giometti
- Ricardo González
- César Monasterio
- Paulo Pinto
- Gustavo Rojas
- Andrés Romero
- Eduardo Romero
- Ángel Cabrera
- Daniel Vancsik
- Julio Zapata